# Tropidiopsis alluaudi
Tropidiopsis alluaudi är en insektsart som beskrevs av Bolívar, I. 1914. Tropidiopsis alluaudi ingår i släktet Tropidiopsis och familjen gräshoppor. Inga underarter finns listade i Catalogue of Life.